# Trébédan
Trébédan [tʁebedɑ̃] est une commune française située dans le département des Côtes-d'Armor en région Bretagne.

## Géographie
Située dans le canton de Plélan-le-Petit, cette petite commune se trouve à côté de Dinan.
| La Landec  | Vildé-Guingalan | Trélivan |
|            | Trébédan        |          |
| Languédias | Yvignac-la-Tour | Brusvily |

### Hydrographie
Pour un article plus général, voir Réseau hydrographique des Côtes-d'Armor.
La commune est située dans le bassin Loire-Bretagne. Elle est drainée par le Pont Renault,.

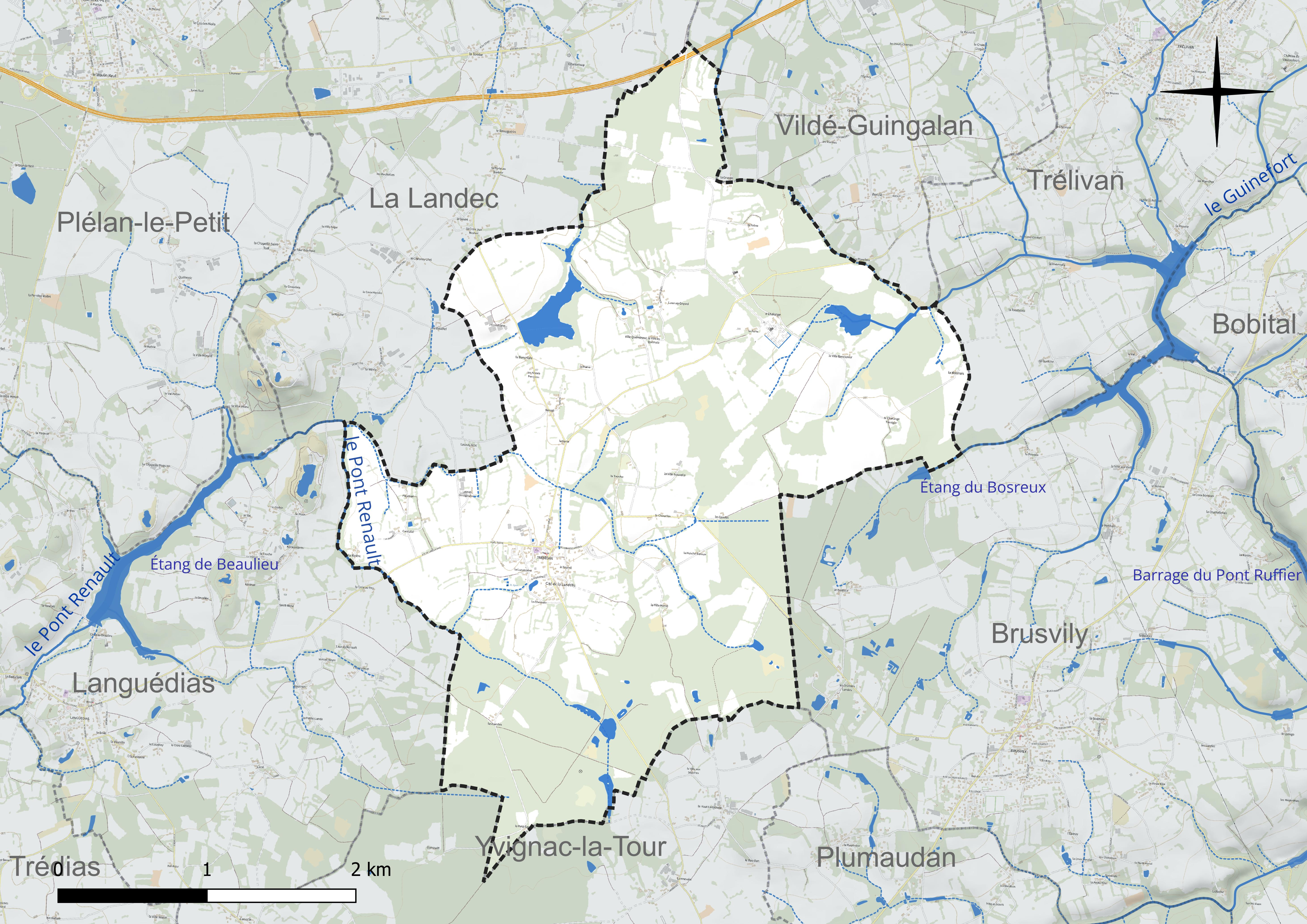
Réseau hydrographique de Trébédan.

### Climat
Pour des articles plus généraux, voir Climat de la Bretagne et Climat des Côtes-d'Armor.
En 2010, le climat de la commune est de type climat océanique franc, selon une étude du CNRS s'appuyant sur une série de données couvrant la période 1971-2000. En 2020, Météo-France publie une typologie des climats de la France métropolitaine dans laquelle la commune est exposée à un climat océanique et est dans la région climatique  Bretagne orientale et méridionale, Pays nantais, Vendée, caractérisée par une faible pluviométrie en été et une bonne insolation. Parallèlement l'observatoire de l'environnement en Bretagne publie en 2020 un zonage climatique de la région Bretagne, s'appuyant sur des données de Météo-France de 2009. La commune est, selon ce zonage, dans la zone « Intérieur  », exposée à un climat médian, à dominante océanique.  
Pour la période 1971-2000, la température annuelle moyenne est de 11,4 °C, avec  une amplitude thermique annuelle de 11,9 °C. Le cumul annuel moyen de précipitations est de 765 mm, avec 12,8 jours de précipitations en janvier et 6,6 jours en juillet. Pour la période 1991-2020, la température moyenne annuelle observée sur la station météorologique la plus proche, située sur la commune du Quiou à 13 km à vol d'oiseau, est de 11,6 °C et le cumul annuel moyen de précipitations est de 757,4 mm,. Pour l'avenir, les paramètres climatiques de la commune estimés pour 2050 selon différents scénarios d'émission de gaz à effet de serre sont consultables sur un site dédié publié par Météo-France en novembre 2022.

## Urbanisme

### Typologie
Au 1er janvier 2024, Trébédan est catégorisée commune rurale à habitat dispersé, selon la nouvelle grille communale de densité à 7 niveaux définie par l'Insee en 2022.
Elle est située hors unité urbaine et hors attraction des villes,.

### Occupation des sols
L'occupation des sols de la commune, telle qu'elle ressort de la base de données européenne d’occupation biophysique des sols Corine Land Cover (CLC), est marquée par l'importance des territoires agricoles (61 % en 2018), une proportion sensiblement équivalente à celle de 1990 (60,8 %). La répartition détaillée en 2018 est la suivante : 
forêts (36,7 %), terres arables (31,5 %), zones agricoles hétérogènes (26,7 %), prairies (2,7 %), zones urbanisées (2,3 %). L'évolution de l’occupation des sols de la commune et de ses infrastructures peut être observée sur les différentes représentations cartographiques du territoire : la carte de Cassini (XVIIIe siècle), la carte d'état-major (1820-1866) et les cartes ou photos aériennes de l'IGN pour la période actuelle (1950 à aujourd'hui).

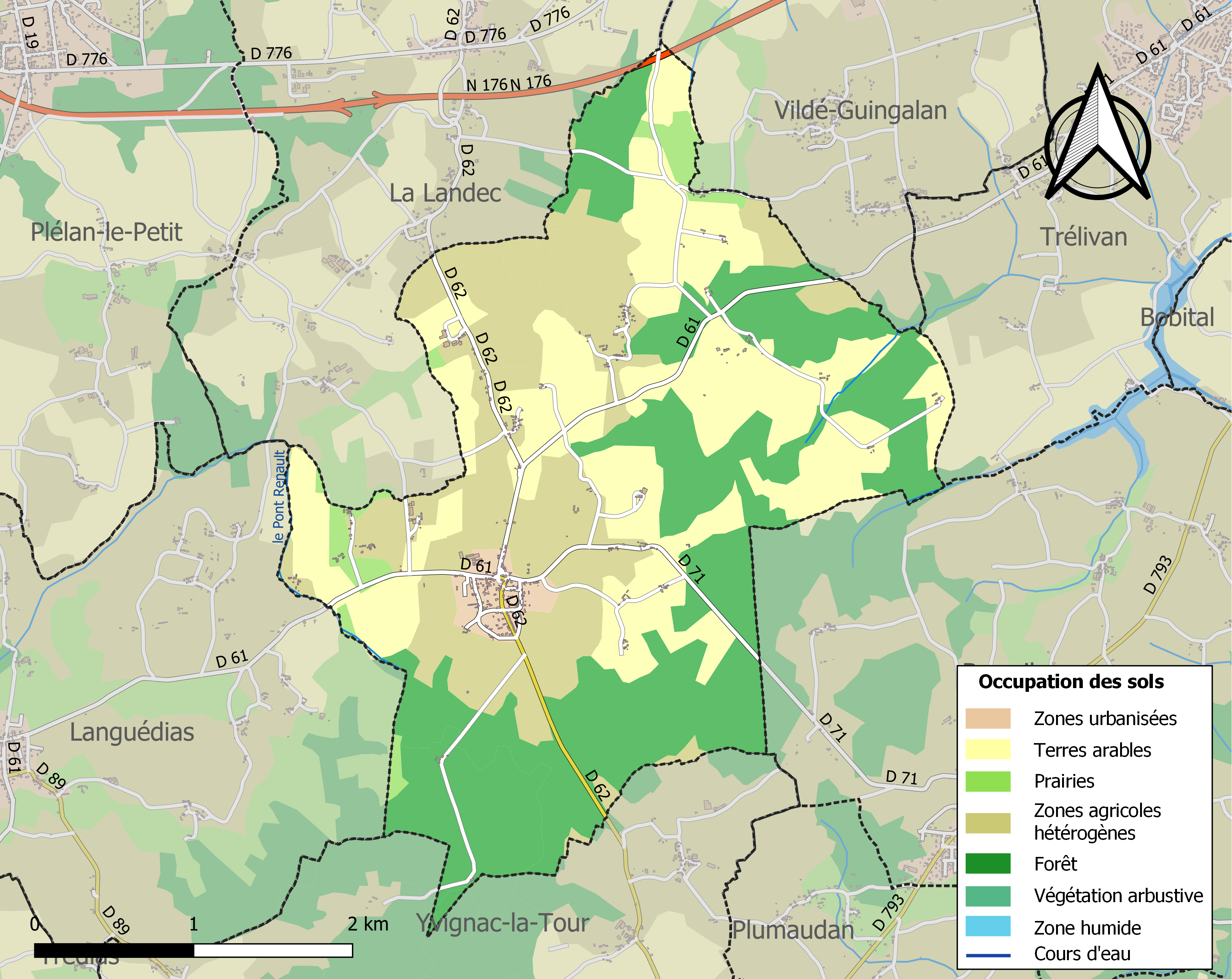
Carte des infrastructures et de l'occupation des sols de la commune en 2018 (CLC).

## Toponymie
Le nom de la localité est attesté sous les formes Trepartan en 1182, Trebedraon en 1232, Trebedan vers 1330, Trebeden  la fin du XIVe siècle, Trebidan en 1667.
Le nom de la commune vient du breton trev (village) et de saint Petran, moine de l'abbaye de Landévennec et disciple de saint Guénolé. Il est le père de saint Patern.

## Histoire
La paroisse de Trébédan, enclavée dans l'évêché de Saint-Malo, faisait partie du doyenné de Bobital relevant de l'évêché de Dol et était sous le vocable de saint Germain.

### Le xxesiècle

#### Les guerres du xxesiècle
Le Monument aux Morts de Trébédan fait état de 23 soldats Morts pour la France.

## Héraldique
| Blason de Trébédan | Blason  | De gueules à la bande d'hermine.                 |
| Blason de Trébédan | Détails | Le statut officiel du blason reste à déterminer. |

## Politique et administration
| Période                                  | Période  | Identité                                           | Étiquette   | Qualité |
| ---------------------------------------- | -------- | -------------------------------------------------- | ----------- | --- |
| Les données manquantes sont à compléter. |          |                                                    |             | |
| ?                                        | ?        | Vicomte Hippolyte-Louis de Lorgeril                | Légitimiste | Poète Conseiller général du canton de Plélan-le-Petit (1848-1852) puis du canton de Jugon (1870-1886) Député des Côtes-du-Nord (1871-1875) Sénateur inamovible (1875-1888) Propriétaire du château de Chalonge                   |
| ?                                        | 1911     | Comte Henri-Alexandre de Lorgeril                  | Libéral     | Ancien officier d'Infanterie Conseiller général du canton de Plélan-le-Petit (1895-1911) puis du canton de Moncontour (1910-1911) Président du conseil général des Côtes-du-Nord (1908-1910) Propriétaire du château de Chalonge |
| 1911                                     | ?        | Comte Alain de Lorgeril (Fils du précédent)        | Libéral     | Conseiller général du canton de Moncontour (1911-1919) Propriétaire du château de Chalonge |
| ?                                        | ?        | Comte Alain Guyot d'Asnières de Salins (1921-2005) | DVD         | Conseiller général du canton de Plélan-le-Petit (1961-1979) Vice-président du conseil général Propriétaire du château de Chalonge                                                                                                |
| mars 1977                                | 2008     | Gérard Hamoniaux                                   | SE          | Agriculteur |
| mars 2008                                | En cours | Didier Ibagne                                      | EELV        | Enseignant |

## Démographie
L'évolution du nombre d'habitants est connue à travers les recensements de la population effectués dans la commune depuis 1793. Pour les communes de moins de 10 000 habitants, une enquête de recensement portant sur toute la population est réalisée tous les cinq ans, les populations de référence des années intermédiaires étant quant à elles estimées par interpolation ou extrapolation. Pour la commune, le premier recensement exhaustif entrant dans le cadre du nouveau dispositif a été réalisé en 2006.

En 2022, la commune comptait 439 habitants, en évolution de +2,81 % par rapport à 2016 (Côtes-d'Armor : +1,78 %, France hors Mayotte : +2,11 %).
| 1793 | 1800 | 1806 | 1821 | 1831 | 1836 | 1841 | 1846 | 1851 |
| ---- | ---- | ---- | ---- | ---- | ---- | ---- | ---- | ---- |
| 404  | 452  | 411  | 415  | 475  | 456  | 449  | 468  | 449  |

| 1856 | 1861 | 1866 | 1872 | 1876 | 1881 | 1886 | 1891 | 1896 |
| ---- | ---- | ---- | ---- | ---- | ---- | ---- | ---- | ---- |
| 422  | 480  | 486  | 451  | 469  | 492  | 512  | 506  | 519  |

| 1901 | 1906 | 1911 | 1921 | 1926 | 1931 | 1936 | 1946 | 1954 |
| ---- | ---- | ---- | ---- | ---- | ---- | ---- | ---- | ---- |
| 510  | 501  | 513  | 457  | 447  | 460  | 448  | 391  | 357  |

| 1962 | 1968 | 1975 | 1982 | 1990 | 1999 | 2006 | 2011 | 2016 |
| ---- | ---- | ---- | ---- | ---- | ---- | ---- | ---- | ---- |
| 384  | 365  | 341  | 431  | 391  | 384  | 378  | 403  | 427  |

| 2021 | 2022 | - | - | - | - | - | - | - |
| ---- | ---- | - | - | - | - | - | - | - |
| 435  | 439  | - | - | - | - | - | - | - |

## Lieux et monuments
Trébédan comporte quatre monuments à découvrir : 
- L'église paroissiale Saint-Germain.
- Le manoir de la Ville-Colas, inscrit au titre des monuments historiques par arrêté du 20 décembre 1990[20].
- Le château du Chalonge, date du XVIIIe siècle. Il fut fondé par la famille de Lorgeril. Il est inscrit partiellement au titre des monuments historiques par arrêté du 20 décembre 1990[21].
- La croix de cimetière, située sur la place de la mairie.
- L'école publique Le Blé en Herbe rénovée puis inaugurée en septembre 2015 à la suite d'une action Nouveaux commanditaires.
- Les Grandes Landes, à proximité de la D71 reliant la commune à  Brusvily, constituent un espace naturel remarquable de 25 hectares. Cet espace, autrefois pâturé, fauché ou cultivé, recèle une richesse écologique importante ; la municipalité, l'Office national des forêts et Bretagne vivante y ont établi un plan de gestion et de sauvegarde.

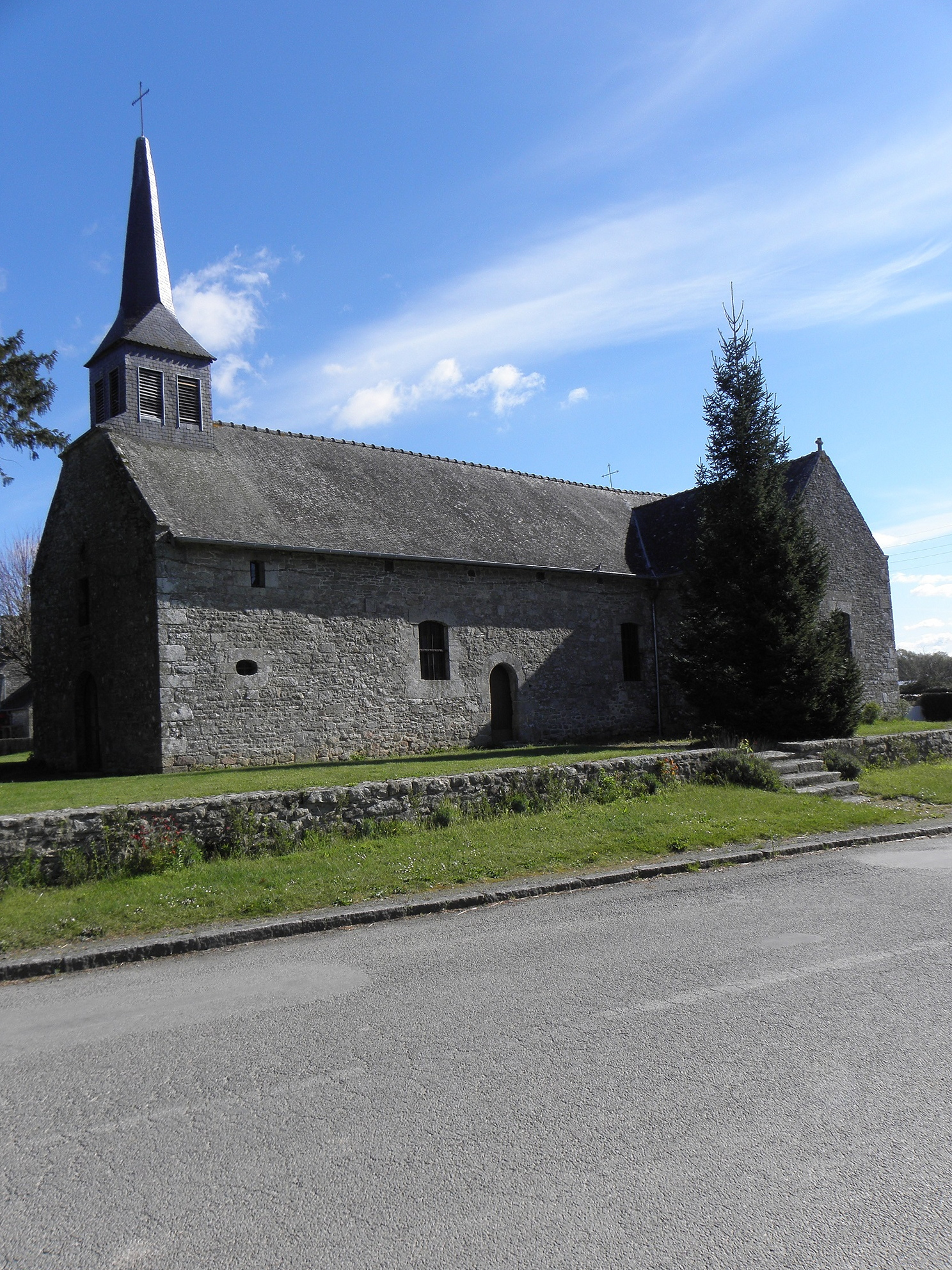
Église Saint-Germain.
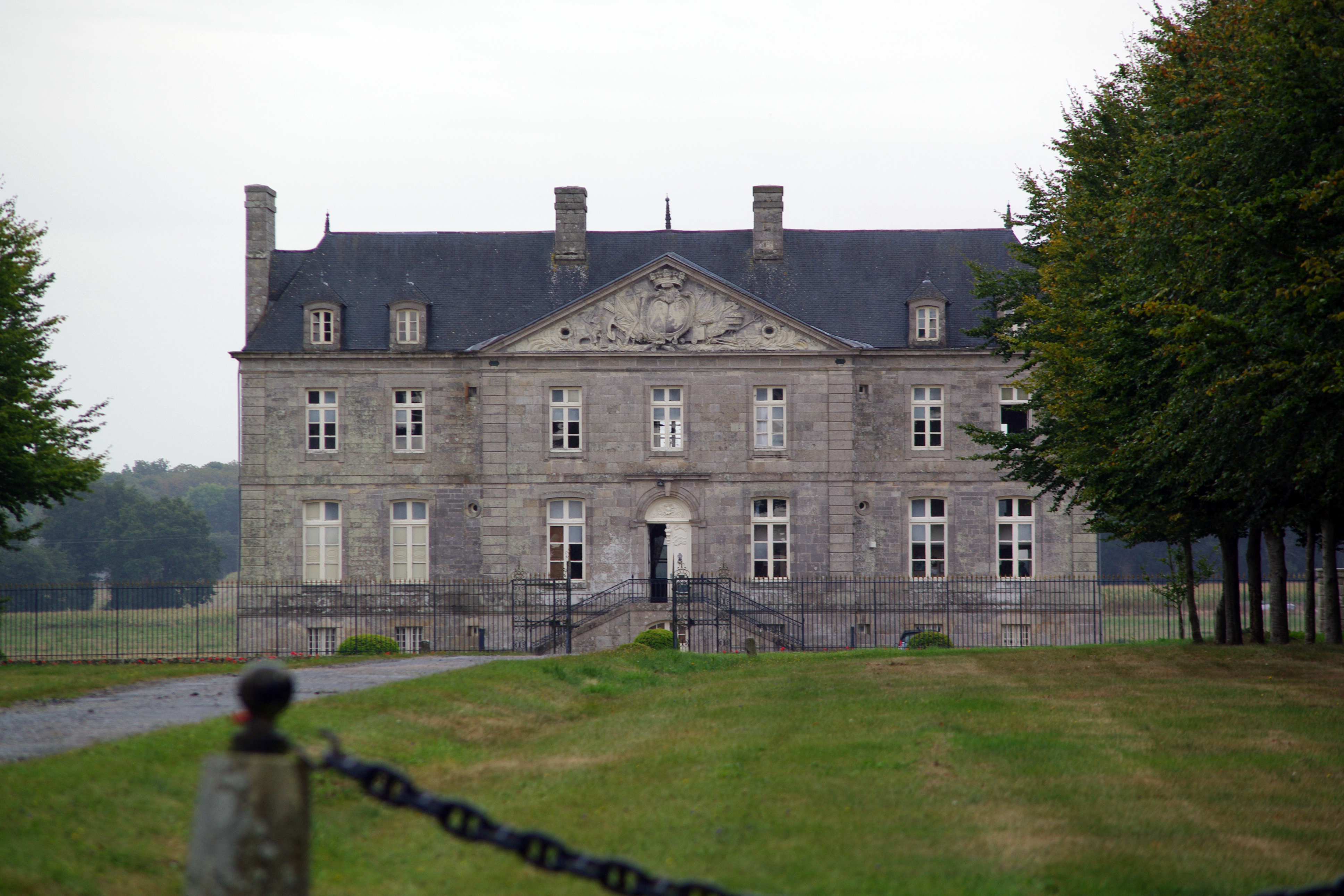
Château du Chalonge.
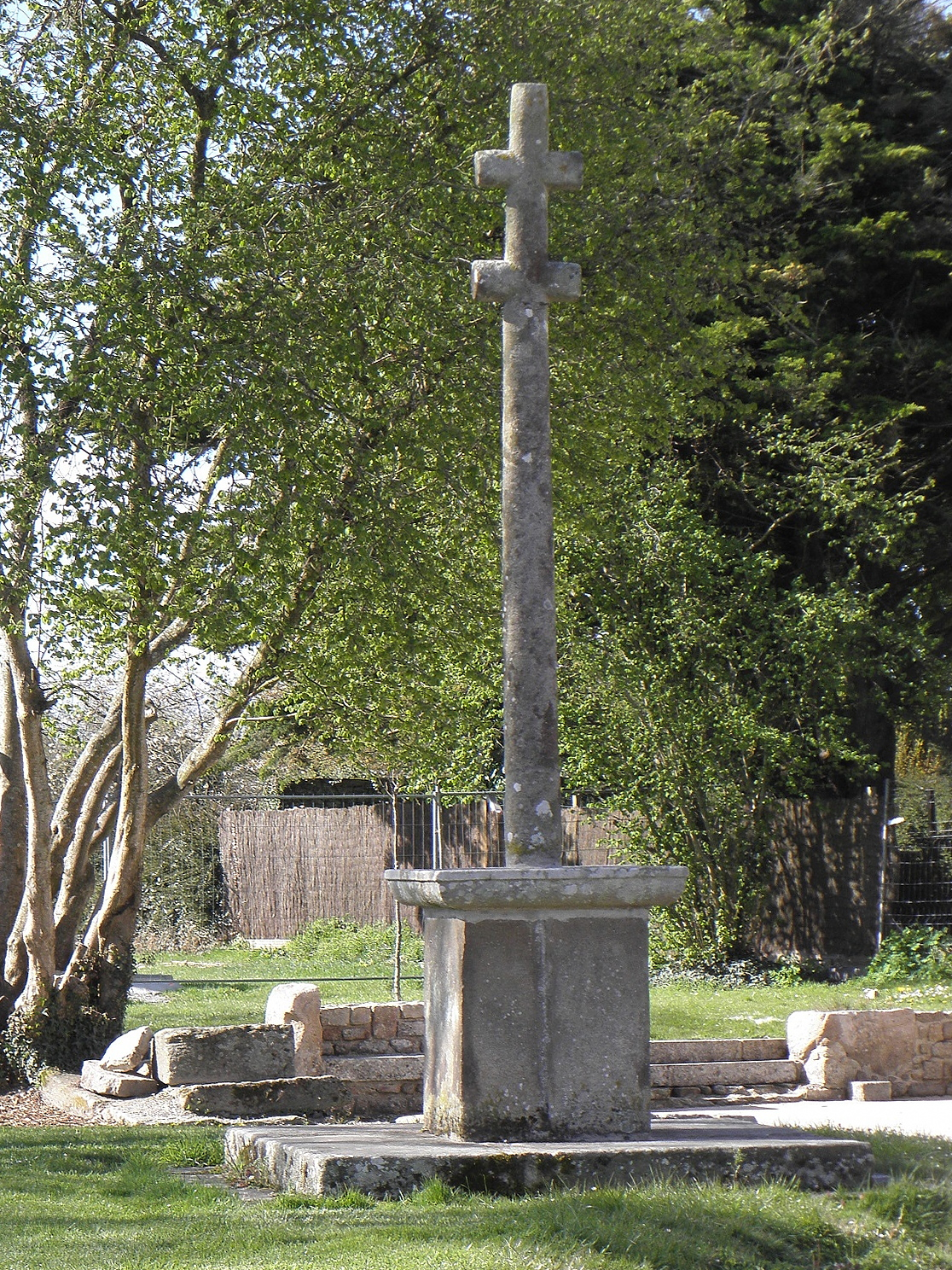
Croix de cimetière.
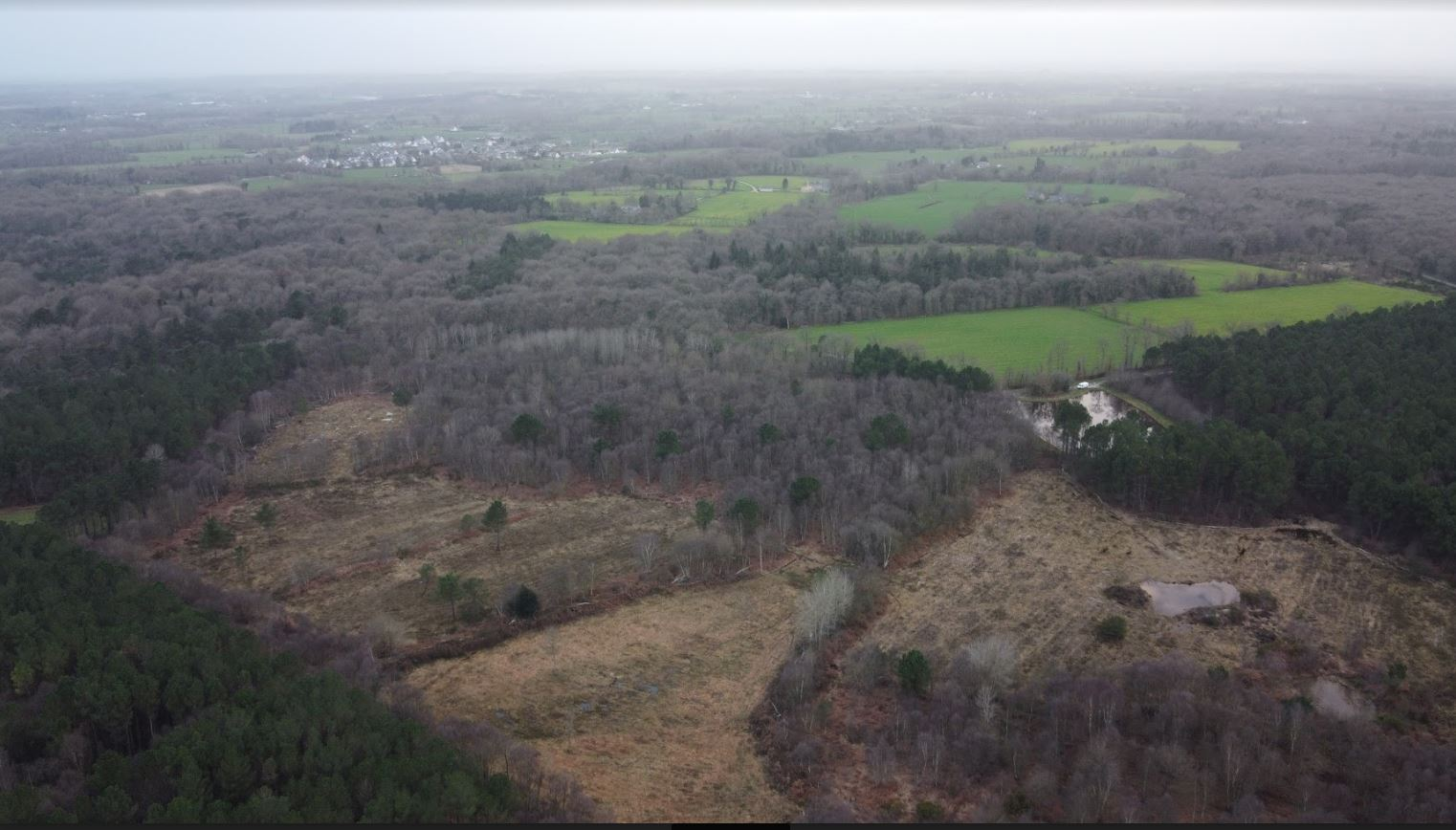
Vue aérienne des Grandes Landes de Trébédan - Février 2022